# Oskar Zimmermann (Politiker)
Ernst Oskar Zimmermann (* 21. Januar 1856 in Pruppendorf im Kreis Marienburg (Westpreußen); † 12. Februar 1917 in Bad Homburg vor der Höhe) war ein deutscher Jurist und Abgeordneter des Provinziallandtages der Provinz Hessen-Nassau.

## Leben
Oskar Zimmermann absolvierte ein Studium der Rechtswissenschaften mit Promotion zum Dr. jur., war Referendar in Bad Homburg vor der Höhe und später dort Rechtsanwalt und Notar. Er betätigte sich politisch und war in den Jahren von 1889 bis 1891 Mitglied des Gemeinderates und anschließend bis 1917 Mitglied des Stadtrates in Bad Homburg, wo er von 1915 an stellvertretender Stadtverordnetenvorsteher war. Zimmermann setzte sich mit großem Engagement für die Armenfürsorge ein.
Er war zugleich Mitglied des Kreistages des Obertaunuskreises.
In den Jahren von 1905 bis 1916 hatte er ein Mandat für den  Nassauischen Kommunallandtag des preußischen Regierungsbezirks Wiesbaden und des Provinziallandtages der preußischen Provinz Hessen-Nassau, wo er Mitglied des Beamten- und Eingabeausschusses war.